# Leptostylopsis smithi
Leptostylopsis smithi är en skalbaggsart som först beskrevs av Charles Joseph Gahan 1895.  Leptostylopsis smithi ingår i släktet Leptostylopsis och familjen långhorningar. Inga underarter finns listade i Catalogue of Life.